# Witbrauwslingeraap
De witbrauwslingeraap (Ateles marginatus)  is een zoogdier uit de familie van de grijpstaartapen (Atelidae). De wetenschappelijke naam van de soort werd voor het eerst geldig gepubliceerd door Étienne Geoffroy Saint-Hilaire in 1809.

## Voorkomen
De soort komt voor in Noord-Centraal Brazilië. 

## Bedreigd
De soort staat sinds 2008 op de IUCN-lijst als bedreigd. Dit mede dankzij de vele houtkap en verdere invloeden van de mens die het leefgebied van de witbrauwslingeraap verkleinen.